# 7918 Берриллі
7918 Берриллі (7918 Berrilli; тимчасове позначення: 1981 EJ22) — астероїд головного поясу.
Відкритий 2 березня 1981 року Шелте Басом в обсерваторії Сайдінг-Спринг. Назва присвоєна 6 травня 2012 року на честь італійського астронома Франческо Берриллі (нар. 1958).
Тіссеранів параметр щодо Юпітера — 3,458.